# Le Casse
Le Casse is een Frans-Italiaanse film van Henri Verneuil die werd uitgebracht in 1971.
Het scenario is gebaseerd op de roman The Burglar (1953) van David Goodis. De film deed het ontzettend goed aan de Franse kassa en was Verneuils derde grootste succes, na La Vache et le Prisonnier (1959) en Le Clan des Siciliens (1969). Verneuil en zijn favoriete hoofdacteur Jean-Paul Belmondo werkten voor de vijfde keer samen.

## Verhaal
1971, Griekenland. Vier inbrekers, Azad, hun leider, Renzi, Ralph en Hélène zijn van plan de collectie smaragden van Tasco, een steenrijke Griek, te roven. Ze dringen ongemerkt de villa van Tasco binnen. Nadat de bende de bewaker en zijn vrouw hebben overmeesterd en gekneveld trekken Renzi en Hélène buiten de wacht op. Ondertussen proberen Azad en Ralph de kluis te openen. Politie-inspecteur Abel Zacharia passeert toevallig langs de villa en stopt bij de wagen van de bende. Hij stelt vast dat de auto niet op slot is, hoort een verdacht geluid in de villa en belt aan. Azad komt naar buiten, stapt op zijn auto af en wendt autopech voor. Azad slaagt er zonder veel moeite in Zacharia van zich af te schudden. Nadat deze laatste is weggereden gaan de inbrekers er met de juwelen vandoor. 
De volgende dag vernemen ze in de haven dat het schip waarmee ze zouden vertrekken vijf dagen lang herstellingswerkzaamheden moet ondergaan. Azad merkt ook op dat ze gevolgd worden door een auto. Een helse achtervolgingsrit begint. 

## Rolverdeling
| Acteur                  | Personage                        |
| ----------------------- | -------------------------------- |
| Jean-Paul Belmondo      | Azad                             |
| Omar Sharif             | politie-inspecteur Abel Zacharia |
| Robert Hossein          | Ralph, medeplichtige van Azad    |
| Nicole Calfan           | Hélène, medeplichtige van Azad   |
| Dyan Cannon             | Lena                             |
| Renato Salvatori        | Renzi, medeplichtige van Azad    |
| José Luis de Vilallonga | meneer Tasco                     |
| Raoul Delfosse          | de villabewaker van Tasco        |
| Myriam Colombi          | Isabelle Tasco                   |
| Steve Eckhardt          | Malloch                          |
| Marc Arian              | de restauranteigenaar            |
| Daniel Vérité           | de playboy                       |
| Pamela Stanford         | de stripper                      |